# Хориспора нежная
Хориспора нежная, или хориспора тоненькая (лат. Chorispora tenella) — небольшое однолетнее травянистое растение, вид семейства Капустные (Brassicaceae). Также встречается под названием редечка нежная и многосемянница нежная.

## Ботаническое описание
Однолетнее травянистое опушённое мелкими железистыми и простыми волосками растение высотой 8–20(–40) см. Стебли прямые.
Листья продолговатые, нижние перисто-лопастные, перисто-раздельные, выемчато-зубчатые, стеблевые — почти цельнокрайние или отчасти зубчатые.
Цветки собраны в рыхлые короткие кисти, удлиняющиеся при плодоношении. Чашелистики железисто-волосистые, продолговатые, 5–6 мм длиной, с синеватым оттенком. Лепестки светло-фиолетовые, длиной 8–10(12) мм, шириной 1–2 мм.
Плод — оттопыренный цилиндрический стручок, постепенно суживающийся кверху, изогнутый, с редкими железистыми волосками. Размеры 15–30 × 2 мм. Столбик шиловидный, 10–15(20) мм.
Хромосомное число 2n=14.

## Распространение и экология
Природный ареал охватывает Балканы, Малую и Среднюю Азию, Иран, Индию (Гималаи), Монголию, Китай и Японию. В России встречается в Европейской части, прикаспийском регионе, на Кавказе и в западной Сибири. Вид включен в ботанический атлас растений Ленинградской области.
Произрастает на глинистых и солонцеватых почвах, в пустынях, степях, по берегам рек или как рудеральное и сорное на полях, у дорог, в поселениях.

## Классификация

### Таксономия
Chorispora tenella DC., 1821, Syst. Nat. 2: 435
Вид Хориспора нежная относится к роду Хориспора (Chorispora) семейства Капустные (Brassicaceae) порядка Капустоцветные (Brassicales). Кладограмма в соответствии с Системой APG IV по состоянию на июнь 2023 года:
|  |                                      |  |                                   |                                   |                     |  | ещё 16 семейств | ещё 16 семейств |                  |  |  |  | еще 12 подтвержденных видов |
|  |                                      |  |                                   |                                   |                     |  | ещё 16 семейств | ещё 16 семейств |                  |  |  |  | еще 12 подтвержденных видов |
|  |                                      |  |                                   | порядок Капустоцветные            |                     |  |                 |                 | род Хориспора    |  |  |  |                             |
|  |                                      |  |                                   | порядок Капустоцветные            |                     |  |                 |                 | род Хориспора    |  |  |  |                             |
|  | отдел Цветковые, или Покрытосеменные |  |                                   |                                   | семейство Капустные |  |                 |                 | Хориспора нежная |  |  |  |                             |
|  | отдел Цветковые, или Покрытосеменные |  |                                   |                                   | семейство Капустные |  |                 |                 |                  |  |  |  |                             |
|  |                                      |  | ещё 63 порядка цветковых растений | ещё 63 порядка цветковых растений |                     |  |                 | ещё 354 рода    | ещё 354 рода     |  |  |  |                             |
|  |                                      |  |                                   | ещё 63 порядка цветковых растений |                     |  |                 |                 | ещё 354 рода     |  |  |  |                             |

### Синонимы
- Cheiranthus chius Pall.
- Cheiranthus taraxacifolius Schrank
- Chorispermum arcuatum Andrz. ex DC.
- Chorispermum tenellum W.T.Aiton
- Crucifera tenella E.H.L.Krause
- Hesperis arcuata Nocca
- Hesperis tenella hort. ex DC.
- Raphanus arcuatus Willd.
- Raphanus monnetii H.Lév.
- Raphanus tataricus Falk
- Raphanus tenellus Pall.
- Sinapis rubella Pall.